# Ставенхаген, Бернхард
Бернхард Ставенхаген (нем. Bernhard Stavenhagen; 24 ноября 1862, Грайц — 25 декабря 1914, Женева) — немецкий пианист, композитор, дирижёр, музыкальный педагог, преподаватель.

## Биография
Начиная с 1874 г. изучал в Берлине фортепиано у Теодора Куллака и композицию у Фридриха Киля. В 1885 г. стал одним из последних учеников Франца Листа в Веймаре.

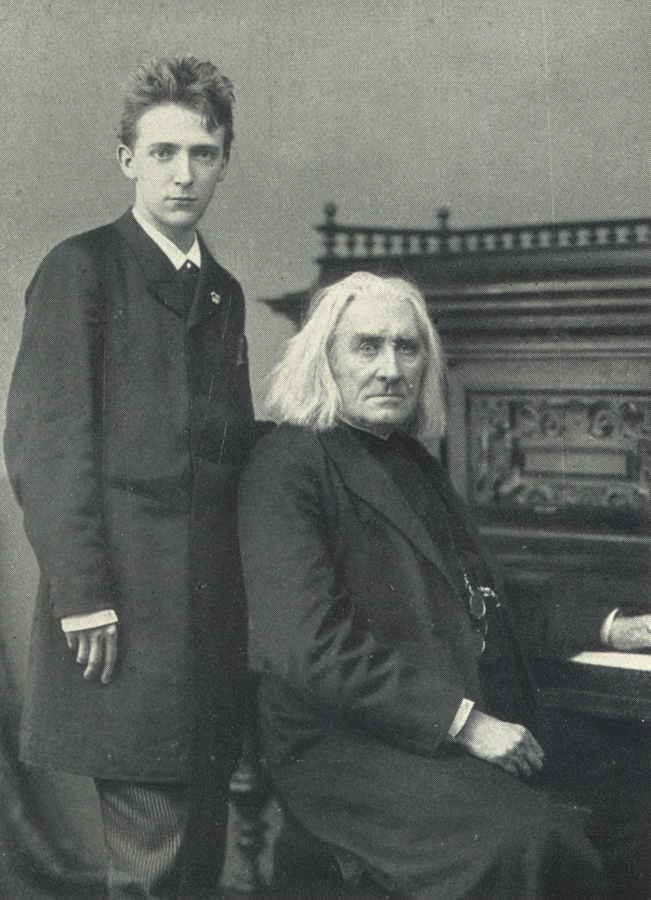
Ставенхаген и Лист (1885)

На рубеже 1880-90-х гг. широко концертировал в Европе как пианист, в 1894 г. дебютировал и в Нью-Йорке — наибольшее признание получив как исполнитель музыки своего учителя Листа. В 1890 г. получил должность придворного пианиста Великого герцога Саксен-Веймарского, в 1894 г. прибавил к ней и пост придворного капельмейстера. В 1891 году женился на оперной певице Агнес Денис. В 1898 г. перебрался в Мюнхен в аналогичной должности, в 1901—1904 гг. возглавлял Мюнхенскую Высшую школу музыки. С 1907 г. жил в Женеве, занимая должность профессора фортепиано в Женевской консерватории и продолжая выступать с концертами, исполняя произведения Рихарда Штрауса, Густава Малера, Клода Дебюсси, Мориса Равеля, Арнольда Шёнберга. Сохранились аудиозаписи игры Ставенхагена — в том числе запись Двенадцатой венгерской рапсодии Листа, по поводу которой Ставенхаген говорит, что он сыграл её так, как слышал в исполнении самого Листа.
Композиторское наследие Ставенхагена включает три фортепианных концерта, различные пьесы для фортепиано, несколько оркестровых сочинений.
В 1980 году имя Ставенхагена было присвоено музыкальной школе в его родном городе.